# Becadell africà
El becadell africà (Gallinago nigripennis) és una espècie d'ocell de la família dels escolopàcids (Scolopacidae) que habita aiguamolls i praderies humides d'Àfrica oriental i Meridional, a Etiòpia, sud de Kenya i nord de Tanzània, des del sud del Sudan, per l'est de la República Democràtica del Congo, fins a Angola i Sud-àfrica.